# 1956

Juscelino Kubitschek é o 21º Presidente da República do Brasil.

- Wikisource

| Calendário gregoriano                                                        | 1956 MCMLVI                          |
| Ab urbe condita                                                              | 2709                                 |
| Calendário arménio                                                           | 1405 – 1406                          |
| Calendário bahá'í                                                            | 112 – 113                            |
| Calendário budista                                                           | 2500                                 |
| Calendário chinês                                                            | 4652 – 4653 Início a 12 de fevereiro |
| Calendário copta                                                             | 1672 – 1673                          |
| Calendário etíope                                                            | 1948 – 1949                          |
| Calendários hindus - Vikram Samvat - Calendário nacional indiano - Cáli Iuga | 2011 – 2012 1877 – 1878 5056 – 5057  |
| Calendário Holoceno                                                          | 11956                                |
| Calendário islâmico                                                          | 1376 – 1377                          |
| Calendário judaico                                                           | 5716 – 5717 Início a 6 de setembro   |
| Calendário persa                                                             | 1334 – 1335 Início a 21 de março     |
| Calendário rúnico                                                            | 2206                                 |
| Calendário solar tailandês                                                   | 2499                                 |

1956 (MCMLVI, na numeração romana) foi um ano bissexto do século XX que começou num domingo, segundo o calendário gregoriano. As suas letras dominicais foram AG. A terça-feira de Carnaval ocorreu a 14 de fevereiro e o domingo de Páscoa a 1 de abril. Segundo o horóscopo chinês, foi o ano do Macaco, começando a 12 de fevereiro.

| Evento                                                   | Data            | Hora  |
| -------------------------------------------------------- | --------------- | ----- |
| Aquário                                                  | 21 de janeiro   | 01:49 |
| Peixes                                                   | 19 de fevereiro | 16:05 |
| primavera no hemisfério norte e outono no hemisfério sul |                 |       |
| Carneiro/equinócio                                       | 20 de março     | 15:21 |
| Touro                                                    | 20 de abril     | 02:44 |
| Gémeos                                                   | 21 de maio      | 02:13 |
| verão no hemisfério norte e inverno no hemisfério Sul    |                 |       |
| Caranguejo/solstício                                     | 21 de junho     | 10:24 |
| Leão                                                     | 22 de julho     | 21:20 |
| Virgem                                                   | 23 de agosto    | 04:15 |
| Outono no Hemisfério Norte e Primavera no Hemisfério Sul |                 |       |
| Balança/equinócio                                        | 23 de setembro  | 01:36 |
| Escorpião                                                | 23 de outubro   | 10:35 |
| Sagitário                                                | 22 de novembro  | 07:50 |
| inverno no hemisfério norte e verão no hemisfério sul    |                 |       |
| Capricórnio/solstício                                    | 21 de dezembro  | 21:00 |

| UTC: Portugal Continental, Madeira, Guiné-Bissau e São Tomé e Príncipe Subtrair (-): 1 h nos Açores e Cabo Verde 2 h nas Ilhas oceânicas brasileiras 3 h em Brasília, em Goiás, na Amazônia Oriental Brasileira e no nordeste, sudeste e sul brasileiros 4 h na Amazônia Ocidental Brasileira, Mato Grosso e Mato Grosso do Sul 5 h no Acre e sudoeste do Amazonas Adicionar (+): 1 h em Angola e Guiné Equatorial 2 h em Moçambique 8 h em Macau 9 h em Timor-Leste. |
| Adicionar uma hora durante a vigência do horário de verão: Portugal Continental : De 1 de abril a 7 de outubro de 1956 |

| Ano completo                       |
| ---------------------------------- |
| Ano bissexto com início ao domingo |

## Eventos

### Janeiro
- 1 de janeiro - Sudão consegue sua independência do Egito e do Reino Unido.
- 31 de Janeiro - Início da Posse de Juscelino Kubitschek (21º presidente).

### Fevereiro
- 10 de fevereiro - Ocorre a Revolta de Jacareacanga uma rebelião de militares da Força Aérea Brasileira
- 26 de fevereiro - Nikita Kruschev realiza o famoso Discurso secreto no XX Congresso do Partido Comunista da União Soviética.

### Março
- 2 de março - Marrocos declara independência da França.
- 15 de março - O musical da Broadway My Fair Lady estreia na cidade de Nova York.
- 20 de março - Tunísia ganha independência da França.

### Maio
- 1º de maio - A doença de Minamata é descoberta no Japão.

### Julho
- 26 de julho - O Transatlântico SS Andrea Doria afunda após colidir com o navio MS Stockholm.
- 30 de julho - Uma resolução conjunta do Congresso é assinada pelo presidente  Dwight D. Eisenhower, autorizando "Em Deus confiamos" como lema nacional dos EUA.

### Setembro
- 15 de setembro - É realizado o 8º Congresso Nacional do Partido Comunista da China, primeiro congresso após a fundação da República Popular da China.

### Outubro
- 17 de outubro - A primeira usina nuclear comercial em escala industrial do mundo é inaugurada em Calder Hall, na Inglaterra.
- 23 de outubro - Revolução Húngara irrompe contra o governo pró-soviético, originários como uma manifestação de estudantes em Budapeste. Hungria tenta sair do Pacto de Varsóvia.

### Novembro
- 6 de novembro - O Republicano Dwight D. Eisenhower é reeleito Presidente dos Estados Unidos derrotando o Democrata Adlai Stevenson II mais uma vez.

### Dezembro
- 5 de dezembro - África do Sul - início do Julgamento por Traição (até 1961)
- 17 de dezembro - O governo brasileiro aceita o pedido dos Estados Unidos da América de construir uma base militar em Fernando de Noronha em troca de 100 milhões de dólares em armamentos.[1]
- 29 de dezembro - são fundados os municípios brasileiros de Anori, Itapiranga e Silves, localizados no estado do Amazonas.

## Nascimentos
- 2 de março - Eduardo Rodríguez Veltzé, magistrado e presidente da Bolívia de 2005 a 2006.[2]
- 9 de julho - Tom Hanks, ator norte-americano.
- 4 de agosto - Luigi Negri, arquiteto e político italiano.
- 15 de agosto - Laurel Hester, policial e ativista estadunidense (m. 2006).
- 22 de agosto - Pak Yung-sun, campeã mundial de ping-pong (m. 1987).
- 28 de agosto - Luis Guzmán, ator porto-riquenho.
- 28 de agosto - Raimundo Pereira, presidente da Assembleia Nacional Popular da Guiné-Bissau desde 2008 e presidente interino da Guiné-Bissau em 2009.[3]
- 1 de setembro - Zhang Fengyi, ator chinês.
- 2 de setembro - Rogério Skylab, cantor, compositor, letrista e ex-apresentador brasileiro.
- 12 de setembro - Leslie Cheung, ator e cantor honconguês (m. 2003).
- 1 de outubro - Theresa May, primeira-ministra do Reino unido de 2016 a 2019.
- 5 de outubro - Ron Nyswaner, roteirista e diretor de cinema americano.
- 28 de outubro - Mahmoud Ahmadinejad, presidente do Irão de 2005 a 2013.
- 30 de outubro - Carlos César, político português.

## Mortes
- 13 de janeiro - Thami El Glaoui, chefe tribal e senhor feudal de Marrocos, paxá de Marraquexe (n. 1879).
- 29 de fevereiro - Elpidio Quirino, presidente das Filipinas de 1948 a 1953 (n. 1890)
- 20 de março - Wilhelm Miklas, foi um político austríaco e presidente da Áustria de 1928 a 1938 (n. 1872).[4]
- 22 de março - Eduardo Lonardi, presidente da Argentina em 1955 (n. 1896).
- 26 de junho - Karl M. Baer, autor assistente social, reformador, sufragista e sionista alemão-israelense (n. 1885).
- 29 de setembro - Anastasio Somoza García, presidente da Nicarágua de 1937 a 1947 e de 1950 a 1956  (n. 1896).
- 25 de outubro - Risto Ryti, 5° presidente da Finlândia. (n. 1889).
- 14 de dezembro - Juho Kusti Paasikivi, presidente da Finlândia de 1946 a 1956 e primeiro-ministro da Finlândia em 1918 e de 1944 a 1946 (n. 1870).

## Por tema
- 1956 na arte
- 1956 no Brasil
- 1956 na ciência
- 1956 no cinema
- Desastres em 1956
- 1956 no desporto
- Divisões administrativas em 1956
- 1956 no jornalismo
- 1956 na literatura
- 1956 na música
- 1956 na política
- 1956 na rádio
- 1956 no teatro
- 1956 na televisão

## Prémio Nobel
- Física - William Bradford Shockley,[5] John Bardeen,[5] Walter Houser Brattain.[5]
- Química - Cyril Norman Hinshelwood,[6] Nikolay Semyonov.[6]
- Medicina - André Frédéric Cournand,[7] Werner Forßmann,[7] Dickinson W. Richards.[7]
- Literatura - Juan Ramón Jiménez.[8]
- Paz - não atribuído.

## Epacta e idade da Lua
| Epacta gregoriana | 21 (XXI) |
| Idade da Lua      | Letra B  |

## Por tema
- 1956 na arte
- 1956 no Brasil
- 1956 na ciência
- 1956 no cinema
- Desastres em 1956
- 1956 no desporto
- Divisões administrativas em 1956
- 1956 no jornalismo
- 1956 na literatura
- 1956 na música
- 1956 na política
- 1956 na rádio
- 1956 no teatro
- 1956 na televisão